# 三浦祥朗
三浦 祥朗（1977年3月24日—）日本男性聲優。

## 人物簡介
- 長野出身，家中排行老三，上面有兩個姐姐。和姐姐們關係很好，從未吵過架
- 興趣是玩遊戲和彈珠機
- 特技是跳日本舞。畫技頗佳，曾在各種見面會上展示過
- 與菅沼久義是青二事務所的同期，也是最好的朋友。與安元洋貴同年，被安元在blog稱為soul brother
- 喜歡喝酒和吃零食（脆麵、蝦條類），酒量很好，但醉酒後會追求別人，杉田智和是曾被追求的人
- 工作以旁白類別居多，如果沒有成為聲優，最想從事的行業是補蜂人
- 成為聲優的契機是：小時候暗戀的女孩的夢想是成為聲優，因為沒能表白，想著如果自己成為聲優的話就能再與她見面了（對方後來沒有從事這個行業）

## 出演作品

### 電視動畫
- 白色十字架（無標記角色名）

1998年
- 魔術士歐菲 Revenge（雪男B）

2000年
- 櫻花大戰TV版（士兵、客人3）
- 犬夜叉（武士們）

2001年
- 心之图书馆（同伴2、編輯人員C）
- 地球防衛家族（學生會專員）

2002年
- 功夫小食神（ラーマン）
- 妹妹公主 RePure（兄）
- 拜託了老師（四道跨）

2003年
- 拜託了☆雙子星（四道跨）
- ONE PIECE（雲狼〈ボスウルフ〉）
- 真珠美人魚（ケンゴ、新聞主播、廣播員、古代人）
- 魔法少年賈修（男學生）

2004年
- 鼻毛真拳（完·亂謝、阿母八奇、海鷗判官、收音機人、半片 其他）
- 冒險王比特（史雷德）

2005年
- 異域傳說（トニー）
- 極樂天師（音響技師）
- 冒險王比特EXCELLION（傑拉）

2006年
- 神樣家族（霧島進一）
- 曙光少女（研究員C、追討陣B、研究員B）
- 工作狂人（坂本秘書）

2007年
- 金色琴弦（火原的友人）
- 鬼太郎第五部（ぺぺ子 #42、赤エイ #51）
- 鬼太郎第五部（正行、泰造）
- 童話槍手小紅帽（ドワーフ）
- 飛天小女警Z（主持人）

2008年
- 交響情人夢巴黎篇（ロマン）
- 最高機密（蜂谷耕介）
- ONE PIECE（阿布薩羅姆）

2009年
- 七龍珠改（薩邦）

2010年
- 刀語（真庭蜜蜂）

2011年
- 我們沒有羽翼（千歲鷲介）
- 蠟筆小新（美容師、管家）
- 忍者乱太郎（高坂陣內左衛門〈第4代〉）
- BLEACH（由嶌歐許）

2012年
- 足球騎士（李秋俊）
- 蠟筆小新（警官、李肯面）

2013年
- 聖鬥士星矢Ω（ディオネ）
- 櫻桃小丸子（田口）

2014年
- 境界觸發者（3笨蛋3號）

2015年
- 境界觸發者（歌川遼）
- 蠟筆小新（寵物沙龍店店員）
- 七龍珠超（大會司令）

2017年
- 正確的卡多（真道幸路朗[1]）
- 美男戰國◆雖然穿越時空卻沒有開始戀愛（上杉謙信）
- 大正小小（時雨）
- 七龍珠超（伽諾斯）

2018年
- 未來卡片 神戰鬥夥伴（ダ★ダーン、満腹 ハラハラ、グローム・ガルドラ）

2022年
- 數碼寶貝幽靈遊戲（激流獸）

2023年
- 别当欧尼酱了！（攻）

### 劇場版動畫
- ONE PIECE 被詛咒的聖劍
- 我們這一家電影版3D：超能力花媽（男性情侶）
- ONE PIECE FILM Z
- ONE PIECE FILM GOLD

### OVA
- 聖鬥士星矢（冰河）

### 特攝片
- 魔法戰隊魔法連者（合体冥獣人キマイラの声）

### 配音
- 失蹤現場（ルーク #2）

### 遊戲
- 無雙系列（甘寧(真·三國無雙2開始)、關索）
- 英雄傳說 軌跡系列（亞蘭·理查、布盧布蘭(怪盜B)）
  - [PC][PSP]英雄傳說VI 空之軌跡
  - [PSP] 英雄傳說 零之軌跡 Evolution
- 武装炼金-歡迎光臨蝴蝶公園（索亞）
- 公主聯盟（焰帝ガルカーサ）
- 龍影咒（ラー、ヴェルナー・ヴァイスマン）
- 光明之淚（ピオス）
- 召喚夜響曲3（也多·古尼洛塞）
- [PS2]VitaminX（日语：VitaminX）（永田智也）
- 水之旋律系列（加加良水季）
  - [PS2/PSP]水之旋律
  - [PS2/PSP]水之旋律2～绯之记忆～
- [PS2]DEAR My SUN!!〜育兒狂騷曲〜（日语：DEAR My SUN!!〜ムスコ★育成★狂騒曲〜）（城錠尚哉）
- [PS2/PSP]金色琴弦3（日语：金色のコルダ3）（冰渡贵史）
- [PSP]STORM LOVER（巳城匠）
- [DS]SIGNAL（日语：SIGNAL (ゲーム)）（东道悠树）
- [PC]STEAL!（日语：STEAL!）（克劳迪奥·智久·罗蒂）
- [PS2]锻造师 白翼之章（日语：カヌチ）
- 美男戰國-穿越時空之戀（上杉謙信）
- 夢王國與沉睡中的100位王子殿下（伊薩克）

### CD
- 英雄傳說VI「空之軌跡」ドラマCD 〜去り行く決意〜（亞蘭·理查）
- VitaminX シリーズ（永田智也）
- DEAR My SUN!!〜ムスコ★育成★狂騒曲〜 キャラクターソング・雷斗ver（城錠尚哉）
- 英雄傳說 閃之軌跡 歸鄉 〜迷惘的盡頭〜（布盧布蘭(怪盜B)）

## 外部連結
- 事務所公開簡歷（页面存档备份，存于）（日語）
- 三浦祥朗Twitter(X) （页面存档备份，存于）

1. ↑  . 正解するカド KADO: The Right Answer.   [2017-01-25]. （原始内容存档于2017-01-26）.